# A Kongói Népi Köztársaság zászlaja
A Kongói Népi Köztársaság zászlaja régen Kongó nemzeti jelképe volt. 
A zászlót 1969-ben vonták fel és egészen 1992-ig használták. 
A zászló vörös alapú, bal felső sarkában kétoldalas babérkoszorú. Felül egy sárga csillag, alul pedig egy kalapács és egy ásó keresztezi egymást. A vörös a kommunizmust, a sárga csillag a reményt, a babérkoszorú a dicsőséget, a kalapács és az ásó pedig a munkát.